# Lamourouxia
Lamourouxia – rodzaj roślin z rodziny zarazowatych (Orobanchaceae). Obejmuje 30 gatunków. Rośliny te występują w Ameryce Centralnej i w północno-zachodniej Ameryce Południowej – na obszarze od północnego Meksyku po Peru.

## Morfologia
PokrójPółkrzewy i krzewinki o łodygach kanciastych i owłosionych, czasem z włoskami lepkimi. Pędy podnoszące się i prosto wzniesione.
LiścieNaprzeciwległe, siedzące lub krótkoogonkowe, o blaszkach równowąsko lancetowatych do jajowatych, zaostrzonych, całobrzegich do podwójnie pierzasto wcinanych, o całobrzegich odcinkach lub ząbkowanych.
KwiatyDługoszypułkowe. Kielich złożony z 4 działek, rozciętych do połowy lub wyżej, dzwonkowaty. Korona zwykle pomarańczowo-czerwona, wyraźnie dwuwargowa. Pręciki cztery, schowane w rurce korony. Wszystkie są płodne lub dwa zredukowane do prątniczków. Zalążnia jajowata lub kulistawa.
OwoceTorebki zawierające liczne nasiona.

## Systematyka
Pozycja systematyczna
Rodzaj z rodziny zarazowatych Orobanchaceae, w której obrębie klasyfikowany jest do plemienia Gerardieae.
Wykaz gatunków
- Lamourouxia avendanoi Franc.Gut.
- Lamourouxia barbata (Bertol.) MacVean, Cristof., T.F.Daniel & Baldini
- Lamourouxia brachyantha Greenm.
- Lamourouxia colimae W.R.Ernst & Baad
- Lamourouxia dasyantha (Cham. & Schltdl.) W.R.Ernst
- Lamourouxia dependens Benth.
- Lamourouxia dispar W.R.Ernst
- Lamourouxia gracilis B.L.Rob. & Greenm.
- Lamourouxia gutierrezii Oerst.
- Lamourouxia integerrima Donn.Sm.
- Lamourouxia jaliscana W.R.Ernst & Baad
- Lamourouxia longiflora Benth.
- Lamourouxia macrantha M.Martens & Galeotti
- Lamourouxia microphylla M.Martens & Galeotti
- Lamourouxia multifida Kunth
- Lamourouxia nelsonii B.L.Rob. & Greenm.
- Lamourouxia ovata M.Martens & Galeotti
- Lamourouxia pacifica Franc.Gut. & Ruiz-Sanchez
- Lamourouxia paneroi B.L.Turner
- Lamourouxia parayana W.R.Ernst
- Lamourouxia pringlei B.L.Rob. & Greenm.
- Lamourouxia rhinanthifolia Kunth
- Lamourouxia smithii B.L.Rob. & Greenm.
- Lamourouxia stenoglossa Hunnewell & L.B.Sm.
- Lamourouxia sylvatica Kunth
- Lamourouxia tenuifolia M.Martens & Galeotti
- Lamourouxia virgata Kunth
- Lamourouxia viscosa Kunth
- Lamourouxia xalapensis Kunth
- Lamourouxia zimapana B.L.Turner